# Ilyrgis echephurealis
Ilyrgis echephurealis là một loài bướm đêm trong họ Noctuidae.